# Ільянкова Анастасія Андріївна
Анастасія Андріївна Ільянкова (рос. Анастасия Андреевна Ильянкова; (26 травня 2001 , Ленінськ-Кузнецький, Кемеровська область )) — російська гімнастка, срібна призерка Олімпійських ігор 2020 року в Токіо на різновисоких брусах і чемпіонка Європи на брусах. Заслужений майстер спорту Росії. До 2025 року входила до основного складу збірної команди Російської Федерації зі спортивної гімнастики. Підтримала російське вторгнення в Україну, її батько в грудні 2023 року був ліквідований Збройними силами України, через що в 2025 році оголосила про завершення кар'єри.

## Спортивна біографія

### 2014
Анастасія Ільянкова виступала на змаганнях L'International Gymnix 2014 року, де Росія виборола золоту командну медаль. Вона виграла дві золоті медалі на нерівних брусах та балансирі на юніорському чемпіонаті Європи 2016 року.

### 2016
У 2016 році на юніорській першості Росії була 5-ю в командному багатоборстві. Також (за програмою майстрів спорту) завоювала золоті медалі в особистому багатоборстві, на брусах і у вільних вправах, а також бронзу в опорному стрибку, була 7-ю на колоді.
На чемпіонаті Європи серед юніорів 2016 року завоювала три золоті медалі: в командному багатоборстві, на брусах і на колоді, в особистому багатоборстві була десятою.

### 2017
У 2017 році за результатами чемпіонату Росії стала 4-ю на різновисоких брусах.
На Кубку Росії Ільянкова зайняла 1-е місце на брусах та 4-е на колоді.
На чемпіонаті світу в Монреалі кваліфікувалася тільки на різновисоких брусах. За підсумками кваліфікації стала другою, поступившись 0,034 росіянці Олені Єрьоміній. У фіналі стала 4-ю на різновисоких брусах, поступившись бельгійці Ніні Дервал, росіянці Олені Єрьоміній та китаянці Фань Їлінь.

### 2018
У 2018 році на чемпіонаті Росії Анастасія стала сьомою на колоді і різновисоких брусах і 6-ю в особистому та командному багатоборстві. Через травму спини Ільянкова не потрапляла до складу збірної Росії на чемпіонат Європи в Глазго (Велика Британія) та чемпіонат світу в Досі (Катар).

### 2019
В 2019 році Анастасія Ільянкова відновилася після травми і брала участь в чемпіонаті Росії, де зайняла 1-е місце на різновисоких брусах.
На етапі Кубка Світу в Баку (Азербайджан) завоювала срібло, в Досі (Катар), а також виборола бронзу, поступившись китаянці Фань Їлінь і бельгійці Ніні Дерваль. На чемпіонаті Європи 2019 року Анастасія Ільянкова випередила Ангеліну Мельникову у фіналі на різновисоких брусах і стала чемпіонкою Європи на цьому снаряді.

### 2020
Ільянкова брала участь у Кубку світу в Баку; під час кваліфікації вона посіла друге місце на нерівних брусах, пропустивши Фан Їлінь і потрапила до фінал події. Однак його проведення було скасовано через пандемію COVID-19 в Азербайджані.

### 2021
У 2021 році Ільянкова увійшла до складу збірної Росії. Не виступала в команді, але завоювала срібну медаль в окремих видах на брусах, поступившись тільки бельгійці Ніні Дервал. Згодом вона виступала на Кубку Росії в червні, де посіла третє місце на нерівних брусах, пропустивши на вищі щаблі Владиславу Уразову та Ангеліну Мельникову. Ільянкова була обрана для того, щоб представляти спортсменів Олімпійського комітету Росії на літніх Олімпійських іграх 2020 року як індивідуальна спортсменка. На Олімпійських іграх вона виграла срібну медаль на нерівних брусах поступившись дворазовій чемпіонці світу Ніні Дервал.